# Міхаліс Адаміс
Міха́ліс Ада́міс (грец. Μιχάλης Αδάμης, англ. Michael George Adamis; 19 травня 1929, Пірей — 21 січня 2013) — грецький композитор. У своїй творчості поєднував традиції візантійської музики з найновішими прийомами, серед яких, зокрема, електронна музика та мультимедійні засоби. Автор понад трьохсот інструментальних та вокальних творів. Писав музику не тільки для концертного виконання, але й церковну, театральну тощо.

## Творча біографія
Почавши музичну кар'єру хлопчаком у церковному хорі, Адаміс і сам заснував Грецький хлоп'ячий хор Королівського палацу (1950) та Афінський камерний хор (1958); досвід, який він отримав, працюючи з цими колективами, сприяв формуванню власного стилю в його вокальних творах.
Закінчив 1955 року Пірейську консерваторію, захистивши диплом з візантійської музики. Паралельно навчався на теологічному факультеті Афінського університету. Пізніше (1962–1965) навчався у Сполучених Штатах, де вивчав, композицію, електронну музику та візантійську палеографію. Одночасно в Теологічній академії Святого Хреста (Бостон, Массачусетс) студіював неовізантійську музику.
Після повернення до Афін заснував першу в Греції електронну музичну студію (1965).
Серед його творів — «Апокаліпсис (шоста печатка)» («Αποκάλυψη — έκτη σφραγίδα») для хору, оповідача, фортепіано і магнітофона, «Генезіс» для трьох хорів, декламатора, магнітофона, художника і танцюристів.
Відомий також як дослідник візантійської музики; зокрема, 1971 року відкрив і опублікував найстаріший досьогодні візантійський двоголосий спів.
У 1978–1988 роках був президентом Грецької асоціації сучасної музики. Як член ради директорів Іонійського університету (у 1991–1994 роках) організував відділення музикознавства (1999 року воно надало йому звання почесного доктора. Він також є почесним доктором відділення музикознавства в Афінах.
Помер 2013 року у віці 84 років.